# Serguéi Viazmitínov
El Conde Serguéi Kuzmich Viazmitínov (en ruso: Серге́й Кузьмич Вязьмитинов; 7 de octubre de 1744 - 15 de octubre de 1819, San Petersburgo) fue un general y estadista ruso.
Descendía de una antigua familia noble de terratenientes de origen ruteno, conocida desde finales del siglo XV. El 22 de junio de 1759 se registró como caporal en el Cuerpo de Observación, pero empezó su servicio el 21 de diciembre de 1761 como enseña en el Cuerpo Narodnoe Opolcheniye ucraniano. En 1762 fue trasladado a la Compañía Manezh (Манежная рота).
Durante la guerra ruso-turca (1768-1774) fue ayudante de campo del Vicepresidente del Colegio de Guerra, el Conde Zakhar Chernyshev, desde 1770 fue teniente-auditor-general con el rango de mayor, gestor de los asuntos de la oficina de Chernyshev (desde octubre de 1771 del Conde Peter Rumyantsev-Zadunaysky). En 1777 fue promovido a coronel y fue nombrado comandante del regimiento de infantería de Astraján.
El 22 de septiembre de 1786 obtuvo el rango de mayor general y se convirtió en comandante del regimiento de granaderos de Astraján de cuya formación fue el principal responsable. Durante la guerra ruso-turca (1787-1792) comandó fuerzas conjuntas de batallones de cazadores y granaderos y participó en la toma de Khotin, Akkerman y Bendery.
A partir del 1 de marzo de 1790 Viazmitínov fue el gobernante de la representación de Mogilev y fue comandante del Cuerpo de cazadores bielorruso. El 2 de septiembre de 1793 fue promovido a teniente general, y a partir del 4 de marzo de 1794 fue senador. En septiembre de 1794 fue nombrado Gobernador General en funciones de Simbirsk y Ufá.
A partir de 1795 comandó el Cuerpo de Oremburgo. Ayudó a sofocar una rebelión Kirguiz y aseguró la elección del khan para la marioneta apoyada por Rusia. A partir del 29 de noviembre de 1796 fue gobernador militar de Oremburgo y jefe del regimiento de mosqueteros de Moscú. Fue gobernador militar de Kamianets-Podilskyi a partir del 1 de diciembre de 1796, a partir del 3 de diciembre de 1796 fue gobernador general de Malorossiya, y desde el 18 de enero de 1797 fue comandante de la Fortaleza de San Pedro y San Pablo y jefe de su guarnición. Simultáneamente (a partir del 24 de abril de 1797) comandó el Departamento del Comisariado.
El 5 de noviembre de 1799 Viazmitínov fue depuesto del servicio militar. El 9 de septiembre de 1801 fue nombrado gobernador civil de Malorossiya. A partir del 1 de enero de 1802 fue Vicepresidente del Colegio de Guerra y a partir del 15 de enero simultáneamente fue senador y miembro del Consejo Permanente (Непременный Совет). Tras la creación del Ministerio de las Fuerzas Terrestres el 8 de septiembre se convirtió en el primer ministro de Defensa de Rusia y llevó a cabo un enorme trabajo de reorganización de la Administración de las Fuerzas Armadas.
Durante su partida al ejército de primera línea (1805) el emperador Alejandro I dejó a Viazmitínov como el comandante en jefe en San Petersburgo. El 13 de enero de 1808 fue depuesto (una de las razones fueron los abusos a gran escala efectuados por los oficiales del comisariado). El 20 de abril de 1811 fue de nuevo aceptado en el servicio, y fue nombrado miembro del Consejo de Estado.
A partir del 25 de marzo de 1812 fue miembro del Gabinete de ministros, y a partir del 28 de marzo Viazmitínov fue el comandante en jefe en San Petersburgo en ausencia del emperador, manejando el Ministerio de Policía. Simultáneamente, a partir del 9 de septiembre de 1812 fue Presidente del Comité de Ministros, y desde el 30 de octubre de 1816 Gobernador General militar de San Petersburgo.
El 19 de agosto de 1818 Viazmitínov recibió el título comital. Fue enterrado en el Cementerio Lazarevskoe del Monasterio Alejandro Nevski.